# 光彩文庫ピンキーティーンズ♥ノベルズ
光彩文庫ピンキーティーンズ♥ノベルズ（こうさいぶんこピンキーティーンズ・ノベルズ）は、一水社の関連会社、光彩書房から発行されていた文庫レーベル。
2002年10月に発足。ティーンズラブの要素を加えた少女小説のレーベルだった。光彩コミックスピンキーティーンズと同じ表紙デザインを採用、また、「少女革命」で執筆していた漫画家をイラストレーターとして起用したこともあった。
2003年3月の新刊を最後に廃止された。